# Pecker (film)
Pecker è un film del 1998 diretto da John Waters, che ne è stato anche lo sceneggiatore.

## Trama
Come tutti i film di Waters, Pecker è ambientato a Baltimora; in questo caso in un quartiere degradato. Pecker è un diciottenne che lavora in una paninoteca e ha l'hobby della fotografia. Dal punto di vista tecnico, le fotografie di Pecker appaiono tutt'altro che professionali: le foto sono spesso sfocate, con una evidente grana, e i soggetti (in genere i familiari, gli amici o la fidanzata) spesso in situazioni sgradevoli e inquadratura non standard. Pecker diventa tuttavia famoso quando le sue opere sono scoperte da Rorey Wheeler, un famoso gallerista di New York, e sono apprezzate dai collezionisti d'arte. Vengono tuttavia in tal modo diffusi contenuti privati, riguardanti la vita privata dei familiari e degli amici del giovane fotografo, con numerosi inconvenienti.